# Bargoezingebergte
Het Bargoezingebergte (Russisch: Баргузинский хребет) in een gebergte in Boerjatië, Rusland, langs de noordoostelijke kust van het Baikalmeer. 
Het is 280 km lang en tot 2.840 meter hoog. Het is overwegend met taiga bedekt. Een gedeelte van Biosfeerreservaat Bargoezinski ligt op de westelijke hellingen van het gebergte. 